# Tvillingerne (stjernebillede)
 For alternative betydninger, se Tvillingerne (flertydig). (Se også artikler, som begynder med Tvillingerne)
Tvillingerne (På latin: Gemini) er et stjernebillede på den nordlige himmelkugle. 

Historien bag Tvillingerne stammer fra den græske mytologi. Dronningen af Sparta, Leda, fik tvillingesønner. Den ene med hendes mand, Kong Tyndareos, og den anden med Zeus (i skikkelse af en svane – repræsenteret af stjernebilledet Svanen). Det er disse to tvillinger, Castor og Pollux, der er årsagen til navnet. De to søskende tjener begge på Jasons skib, Argo, på Argonauternes rejse.

## Stjerner i Tvillingerne
- Castor
- Pollux
- Mekbuda